# 友坂日香
友坂 日香（ともさか はるか、1980年12月10日 - ）は、日本の女優。東京都出身。アイトゥーオフィス所属。

## 出演

### 映画
- 愛し合ってるかい（2013年、鳥井邦男監督） - 力石静香 役[2]
- 手間の味（2014年、大九明子監督） - 私 役[4]
- 地球防衛未亡人（2014年、河崎実監督）[2]
- 電エース（2014年、河崎実監督） - ヒロイン・和江 役[2]
- 駆込み女と駆出し男（2015年、原田眞人監督） - お京 役[2]

### TV/WEB
- 手間の味（2014年、大九明子監督） - 私 役[5]
- ラッパーに噛まれたらラッパーになるドラマ（2019年、テレビ朝日）[2]
- 全裸監督（2019年、Netflix）[2]
- 歪んだ波紋第1話（2019年、NHK-BS）[2]
- 潤一第1話（2020年、関西テレビ）[2]
- 終わりのない生命の物語3 3救える命【トリアージ】（2024年、丸善出版（映像））[2][6]
- チェイサーゲームW2 美しき天女たち第2話（2024年、テレビ東京）[2]

### CM・広告
- スタジオアリス（2005年）[2]
- ケンタッキーフライドチキン（2008年）[2]
- ヨード卵光（2012年）[2]
- レフィーネ ヘッドスパトリートメントカラー　初めての癒し初めガイド（2012年）
- 保険市場 「主婦のお悩み解決」篇（2013年）[2]
- ライオン・ソフラン プレミアム消臭（2013年）[2]
- ライオン・ソフラン アロマナチュラル 「5日分のニオイ」篇（2014年）[2]
- フィデリティ投信・THINK老後。 「結婚式（ロング）」篇（2014年）[2]
- ダノンビオ　「ビオレボリューション看護師」篇（2015年）[2]
- au × new balance 「FUMM」（2015年）[2]
- ユーキャン「スイーツコンシェルジュ」篇（2016年）[2]
- 花王・エマール「毛玉防いで洗エマール」篇（2017年）[2]
- 東京海上日動あんしん生命・ メディカルKit R　スキマスイッチ「奏（かなで）」篇（2018年）[2]
- SUUMO・ ウィザースガーデン誉田 キッズプレイス（2019年）[2]
- 移住・住みかえ支援適合住宅（かせるストック）PV（2019年）[2]
- パナソニック・Eolia「ナノイーXでアレル物質にツヨイー」篇（2019年）[2]
- SUUMO・ミオカステーロ東川口（2019年）[2]
- サッポロビール・麦とホップ「どこまでビールに近いんだ!焼き鳥篇」（2020年）[2]
- 三幸製菓・なんでチーズアーモンド!?　「予測不能なママの手土産 / 汗と涙のリレー大作戦!」篇（2020年）[2]
- りそな銀行「家族のこれから、りそなといっしょに。」篇（2021年）[2]
- ALPINE「ブランドビジョンムービー」（2021年）[2]

### 舞台
- ガラスのヴイオリン（2001年、シアターX） - ヒロイン
- 天使よ、故郷を見よ（2003年、劇団俳優座） - ヒロイン
- 恋はすれども（2005年、ランチシアター楽屋） - 二人芝居
- 理想の良人（2005年、ランチシアター楽屋） - 二人芝居
- 試練（2006年、シアターX） - 主演[7]